# 秋鹿見橘
秋鹿 見橘（あいか けんきつ、1869年11月20日（明治2年10月17日） - 1954年（昭和29年）12月8日）は、明治から昭和時代前期の教育者。師範学校校長を歴任した後、沼津精華学園を創設。「我が国教育の急務は女子教育にあり」として、女子教育に尽力した。

## 略歴
1869年、徳川家とともに静岡に移った幕臣・秋鹿見山の長男として、沼津城下の棟割長屋に生まれる。沼津兵学校ゆかりの集成舎(沼津小学校)に学び、江原素六が設立し米山梅吉が学んだ私立沼津中学校を経、県立静岡師範学校に進み、1887年年3月29日、静岡県尋常中学校卒業。
上京して1888年4月、高等師範学校文学科に入学、1891年卒業。新潟県師範学校、及び各地の師範学校に勤務。1895年5月、宮城県在任中に平沼淑郎第二高等学校教授らとともに、奥羽史学会を設立。1901年、三重県立第三中学校長。1905年、三重県立高等女学校長。1906年、三重県女子師範学校長となり、栃木県女子師範学校、青森県師範学校、富山県師範学校の校長を歴任した。1916年退職。1912年、勲六等瑞宝章受章。1915年、叙正六位。
沼津に戻り、1924年4月、駿東病院院長の佐々木次郎三郎博士のアドバイスで命名した沼津精華女学校を設立、蓮光寺内に仮校舎を設けて校長に就任。1943年、藍綬褒章受章。1950年12月、学校法人沼津精華学園を設立し、理事長に就任。1953年、教育功労者として文部大臣より表彰。多年にわたり女子教育に従事、貢献した。

## 著書
- 『臺灣史要』[5] 成美堂 1895